# منطقه آموزشی مستقل هیوستون
منطقهٔ آموزشی مستقل هیوستون (به انگلیسی: Houston Independent School District یا HISD) بزرگ‌ترین مدرسهٔ دولتی در تگزاس و هفتمین آن در ایالات متحده است. این منطقهٔ آموزشی به قسمت اعظم شهر هیوستون و چندین شهر مجاور و وابسته خدمات ارائه می‌دهد. مشابه اغلب مناطق تگزاس، این مدرسه نیز مستقل از حوزهٔ قضائی شهر هیوستون یا سایر شهرها و شهرستان‌هاست. مقر اصلی این منطقهٔ آموزشی در مرکز پشتیبانی آموزشی هاتی مائه وایت (HMWESC) در هیوستون واقع است.
در سال ۲۰۰۹ این منطقهٔ آموزشی توسط آژانس آموزشی هیوستون با درجهٔ «قابل قبول از نظر آموزشی» رتبه‌بندی شد.